# La Tunisie médicale
La Tunisie médicale (arabe : المجلة الطبية التونسية), plus communément appelée Tunis Med (abréviation internationale), est une revue médicale mensuelle de Tunisie. Elle est fondée à Tunis en 1903 sous le titre Bulletin et travaux de la Société des sciences médicales de Tunis. En 1914, elle est rebaptisée Revue tunisienne des sciences médicales avant de prendre son titre actuel en 1929. 
Sa publication est suspendue entre janvier 1941 et décembre 1946. De retour en janvier 1947, elle absorbe le Bulletin de l'Hôpital Sadiki.
Elle est l'une des deux revues médicales tunisiennes indexées dans l'Index Medicus. Son identifiant (NLM ID) est le 0413766.
La Tunisie Médicale publie des articles médicaux essentiellement en français. Si les articles en arabe ou en anglais sont de plus en plus publiés, la rédaction de la revue exige que chaque article soumis pour publication soit accompagné d'un résumé dans les trois langues.

## Rédacteurs en chef
La revue est dirigée par les rédacteurs en chef suivants :
- 1903-1947 : ?
- 1947-1956 : Maurice Uzan
- 1957-1959 : André Nahum
- 1960-1962 : Chadli Tabbane
- 1963 : Abdelkrim Bettaieb
- 1964-1965 : Zouhair Essafi
- 1966-1967 : Hédi Jedidi
- 1968-1972 : Néjib Mourali
- 1973-1978 : Rafik Boukhris
- 1979 : Aziz El Matri
- 1980-1983 : Mohsen Ayed et Hédi Ben Maiz
- 1984-2002 : Abdellatif Chabbou
- 2003-2005 : Habib Haouala
- 2006-2009 : Chadli Dziri
- 2009-2011 : Samir Boukthir
- depuis 2011 : Lilia Zakhama